# Pico Sacro
El Pico Sacro es un monte de forma peculiar situado en la parroquia civil de Granja, municipio de Boqueixón, en Galicia. Es llamado Mons Illicinusen el Códice Calixtino y en otros textos medievales que narran el traslado del cuerpo del apóstol Santiago hasta Galicia. Durante siglos también se le identificó con el "Mons Sacer" de Marco Juniano Justino en su Historiarum Philippicarum ex Trogo Pompeio Libri XLIV

## Descripción
Se trata de un filón de cuarzo de 533 m de altura, aislado de otras montañas, y cuya figura en forma de punta destaca mucho sobre su entorno, más aún sobre el profundo cauce del río Ulla, dándole un aire sagrado, como testimonian los restos que se hallan en él.
La cresta del monte está dividida por una profunda zanja, probablemente artificial (quizá aprovechando alguna grieta natural del terreno) que es llamada Rúa da Raíña Lupa, y se desconoce cuándo se abrió y con qué fin. En la cima, no muy amplia, aún son visibles los cimientos de una pequeña fortaleza, cuya última reconstrucción fue emprendida por el arzobispo Fonseca en 1473.
Una profunda y angosta cueva atraviesa el pico, con dos bocas de entrada situadas a diferente altura y orientación, y cuyo recorrido no es apto sin el material espeleológico apropiado. La tradición jacobea, como veremos más abajo, sitúa aquí a un dragón protegiendo una de las entradas al infierno.

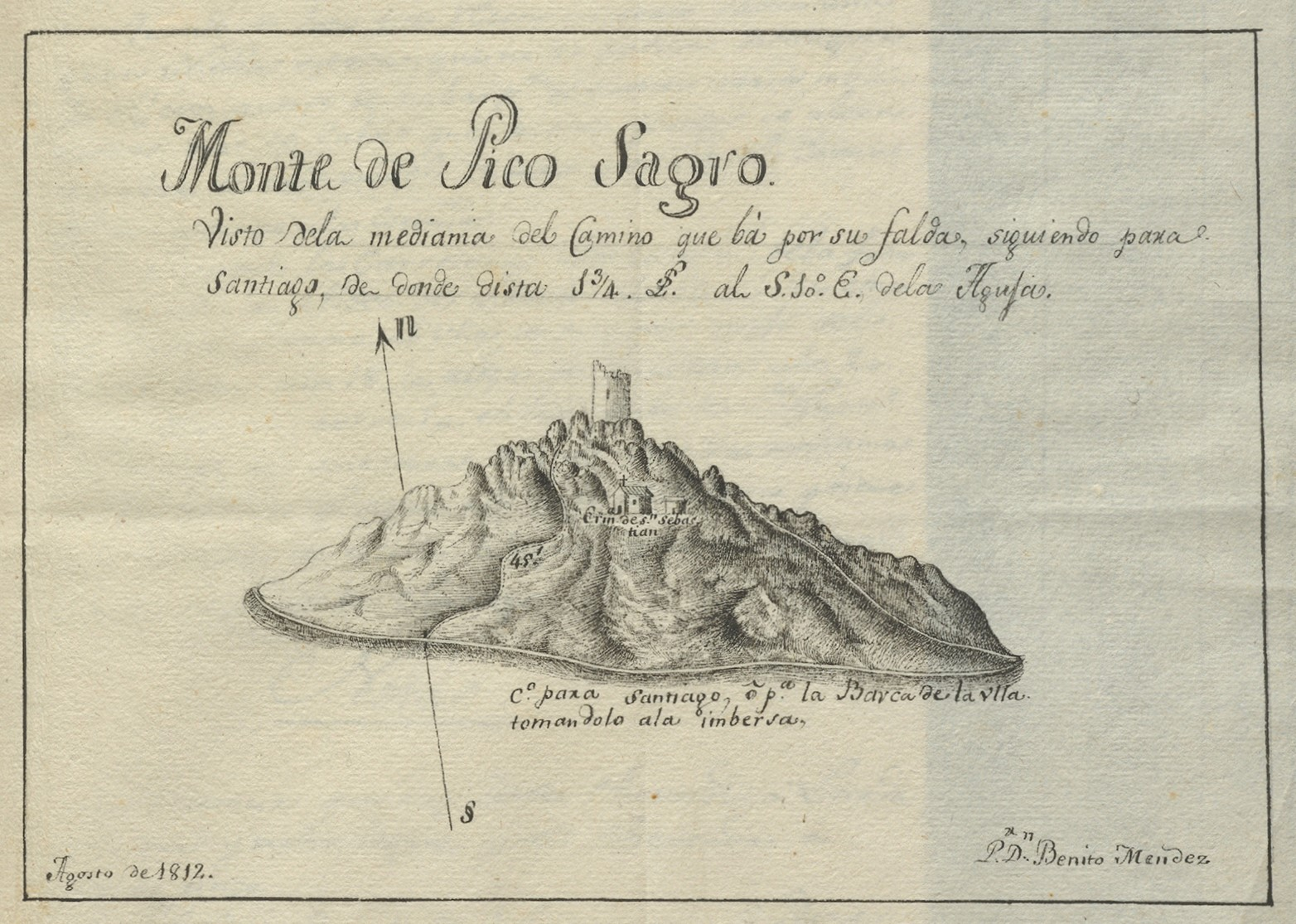
Camino de Chantada a Santiago pasando por la Barca del río Ulla. Benito Méndez. Santiago, 1812 agosto.

A varios metros por debajo de la cima se encuentra la ermita de San Sebastián. Fue fundada a principios del siglo X, como cenobio benedictino, por el obispo iriense Sisnando I, según consta en un diploma que él mismo firma en el año 914. La comunidad monástica fue declinando hasta desaparecer a lo largo del siglo XII, y sus edificios fueron destruidos por el arzobispo Fonseca para levantar el pequeño castillo a que nos referimos más arriba. La iglesia ha perdurado hasta hoy como ermita, siendo restaurada en numerosas ocasiones. El 20 de enero de cada año, fiesta litúrgica del mártir san Sebastián, se celebra una romería hasta este lugar, que incluye misa en la ermita.
El llamado Camino de Santiago Sanabrés bordea la falda de la montaña, que resalta visible durante varios tramos del mismo.
El canónigo e historiador gallego Antonio López Ferreiro, en su monumental obra Historia de la Santa A.M. Iglesia de Santiago de Compostela (1898-1911), explica (vol. I, pág, 255, Santiago, 1988) el antiguo nombre de Ilicino a partir del latín ilex, que significa "encina".

## Leyenda jacobea
Según la tradición jacobea narrada en el relato llamado Translatio del libro III del Codex Calixtinus, los discípulos del apóstol Santiago son instruidos por la dama Luparia (Lupa) a dirigirse a este montaña, que entonces era llamada Illicinus; allí podrían coger unos bueyes, que les ayudarían a llevar material para construir un sepulcro para el cuerpo del apóstol. El texto aprovecha para darle una etimología popular al nombre del monte, haciéndolo proceder del latín illiciens (= "seductor"), puesto que allí eran “muchos mortales seducidos por el mal” (plures mortalium male illecti) y daban culto a "demonios", o sea, a ídolos paganos. Al llegar los discípulos a aquel lugar, les sale al paso un dragón que habitaba en la antedicha cueva del pico, y que devastaba aquella región; pero ellos, rezando sobre él, lo vencen y lo destruyen. Después, visto que el monte estaba "plagado de demonios", aspergen agua bendita, y desde entonces comienza a ser conocido como Mons Sacer (Monte Sagrado). Luego descubren que los tales bueyes eran salvajes, pero milagrosamente los amansan.
A unos 2 km al SE del pico, en la antedicha rama del Camino de Santiago y junto a un albergue de peregrinos, se encuentra una capilla dedicada a Santiago que es conocida como "de Santiaguiño"; y junto a ella hay una fuente. Todo el conjunto es del siglo XVII. Un relieve de esta fuente, muy desgastado, narra el encuentro de los discípulos de Santiago con el dragón del Pico Sacro, y el episodio de los bueyes.

## Galería de imágenes

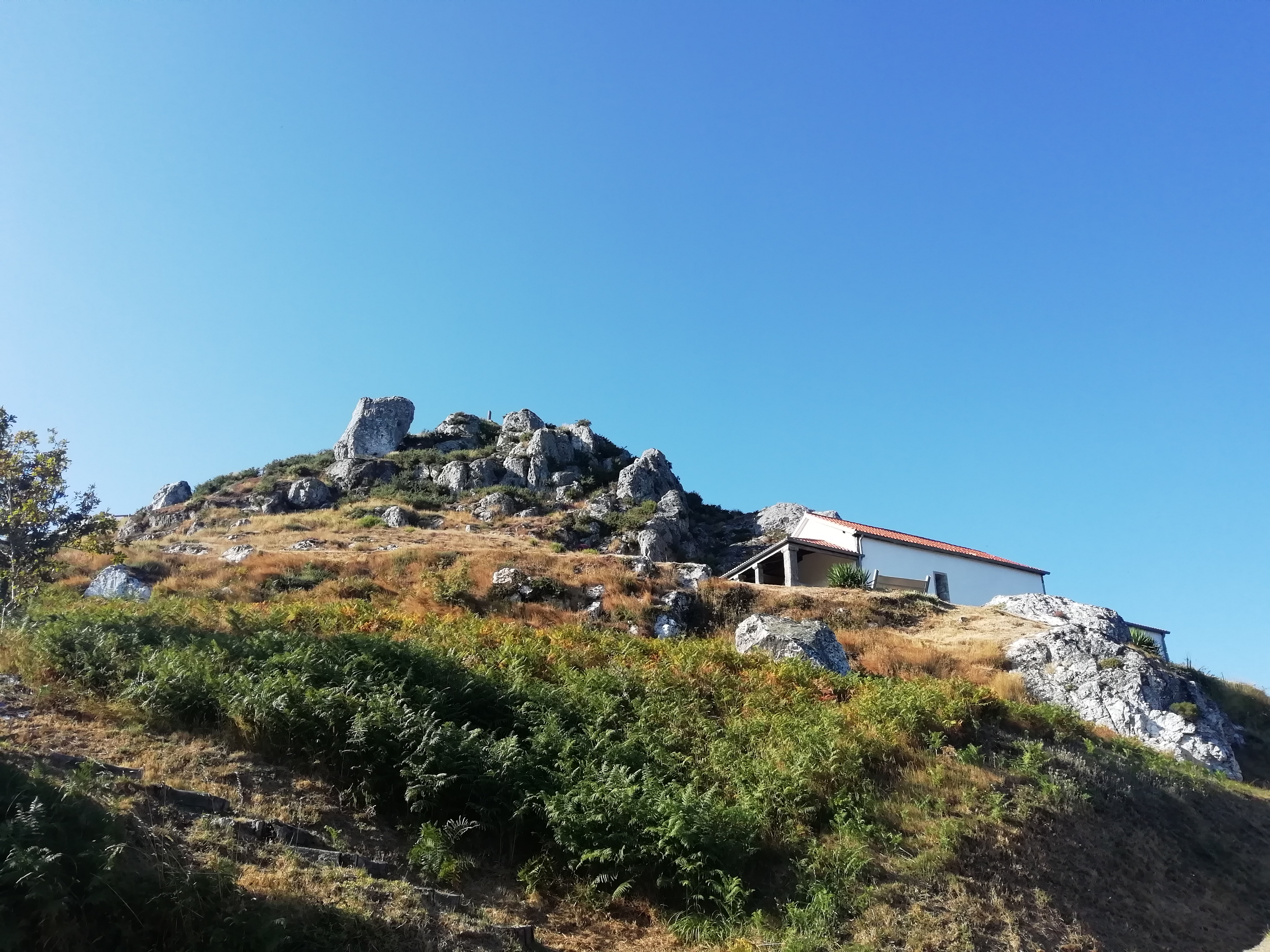
Vista del Pico Sacro desde el pie.
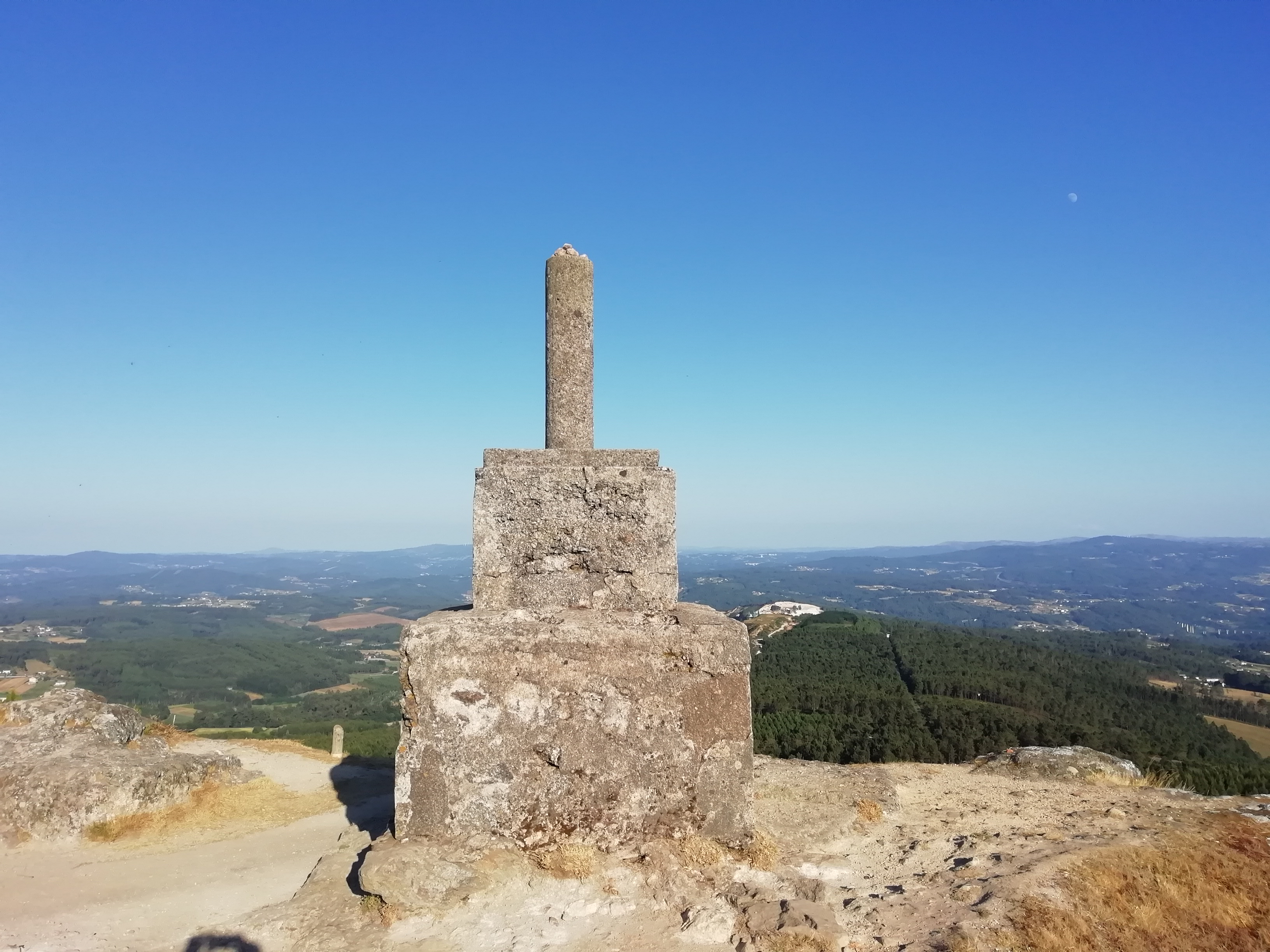
Cima del Pico Sacro
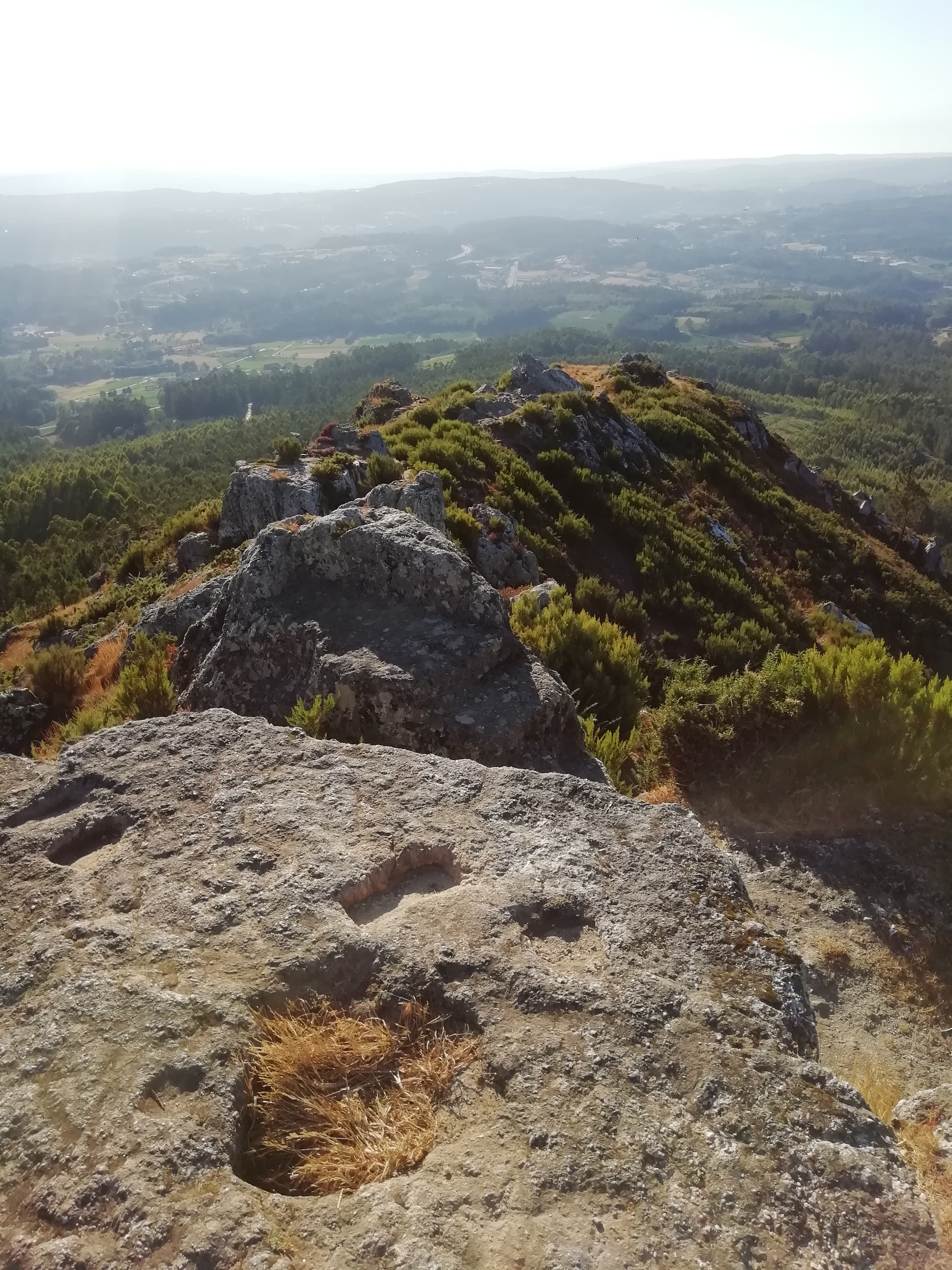
Vista de la cresta del Pico Sacro desde la cima, con los cimientos del castillo en primer plano.
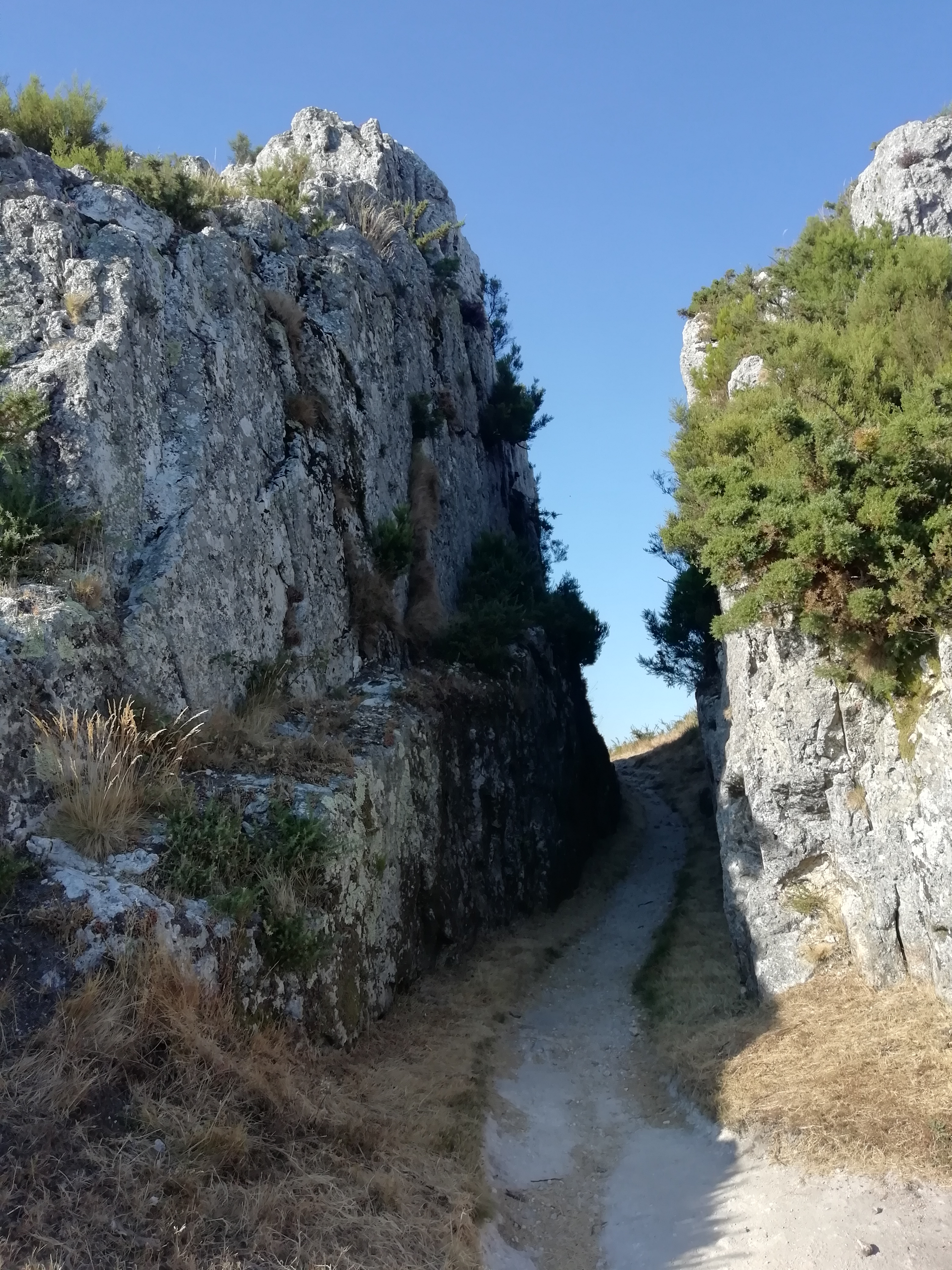
Zanja denominada Rúa da Raíña Lupa, que divide la cresta del pico.
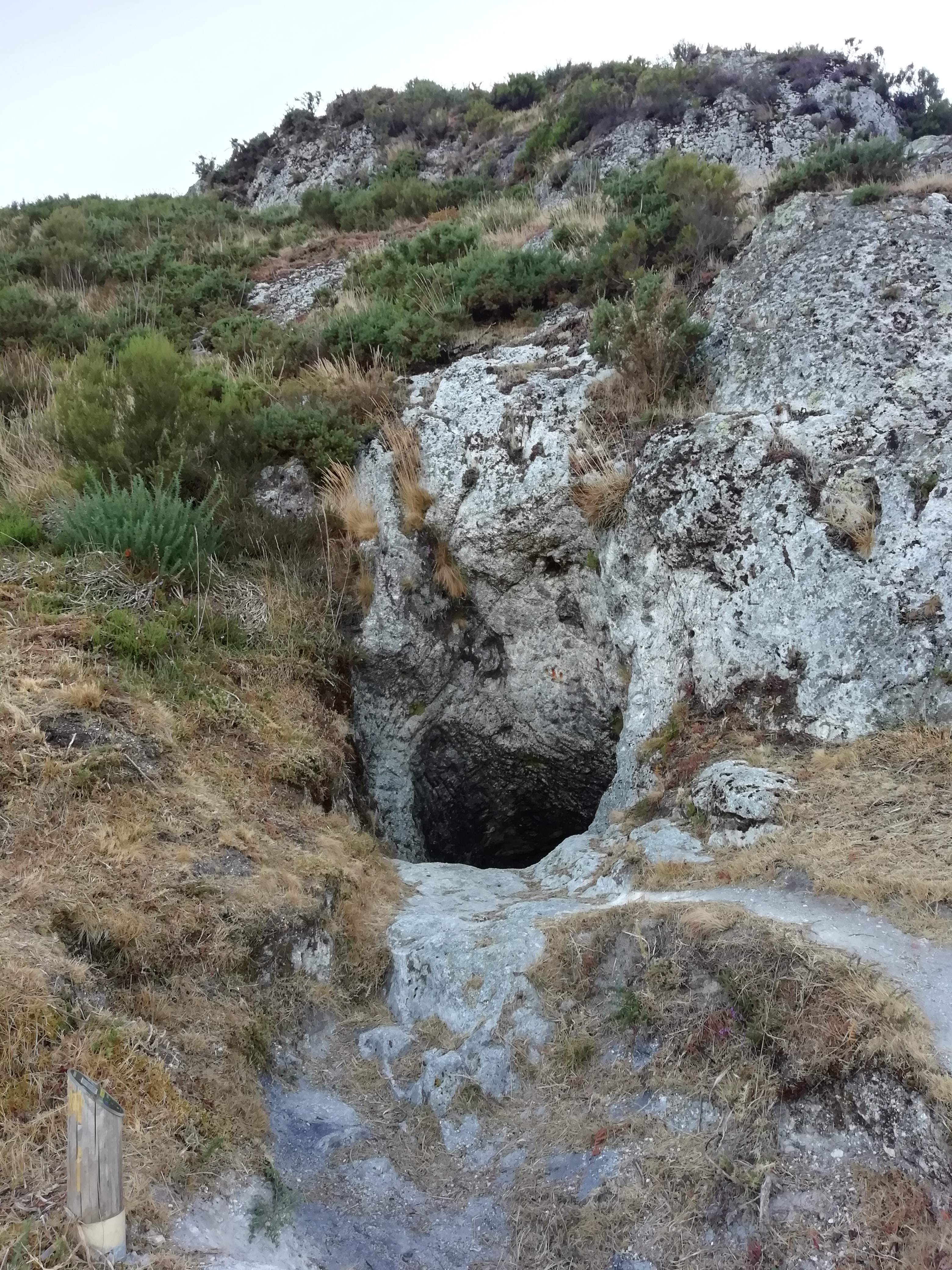
Cueva del Pico Sacro, acceso Norte.
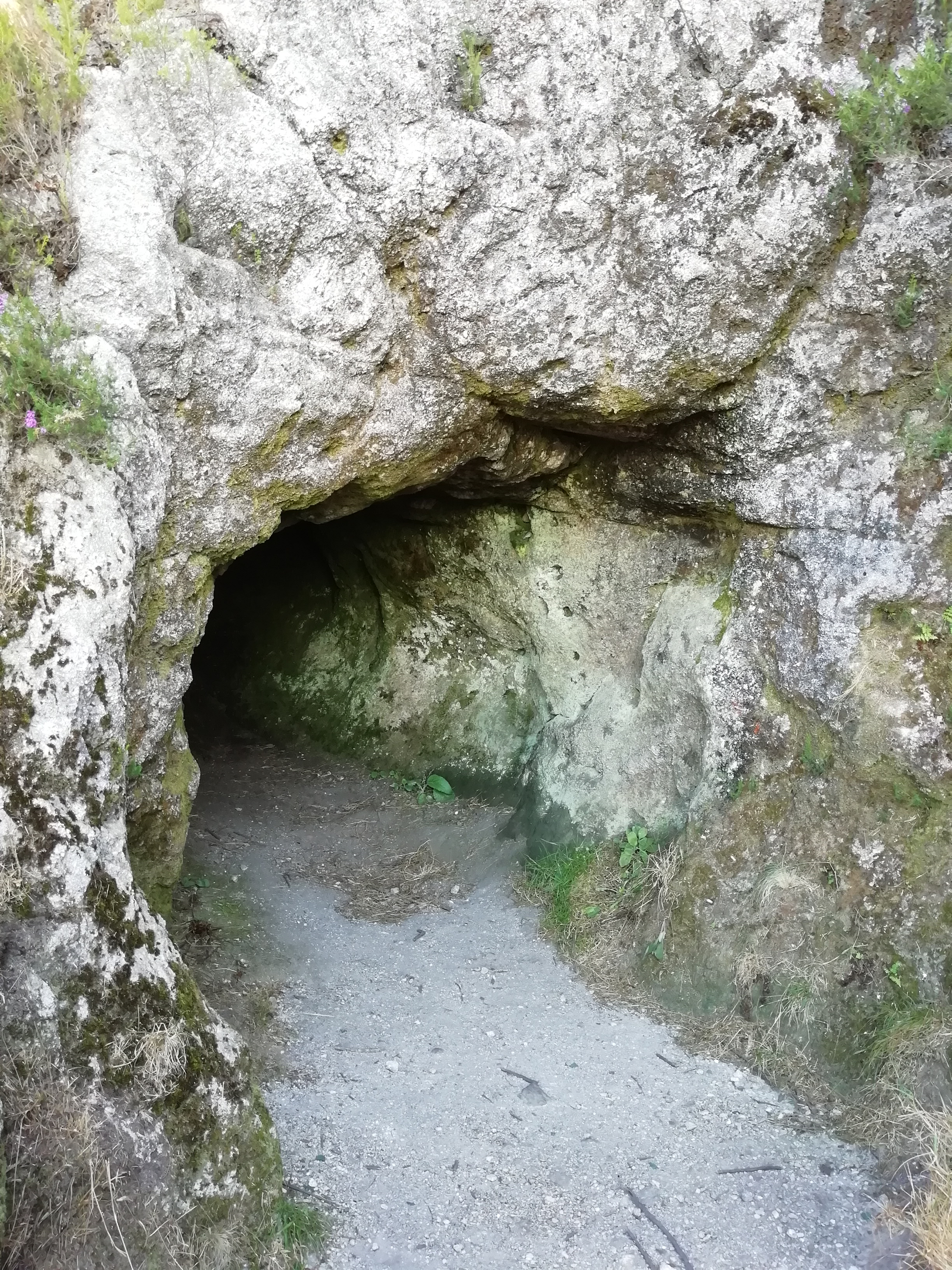
Cueva del Pico Sacro, acceso occidental, situado más cerca de la cima.
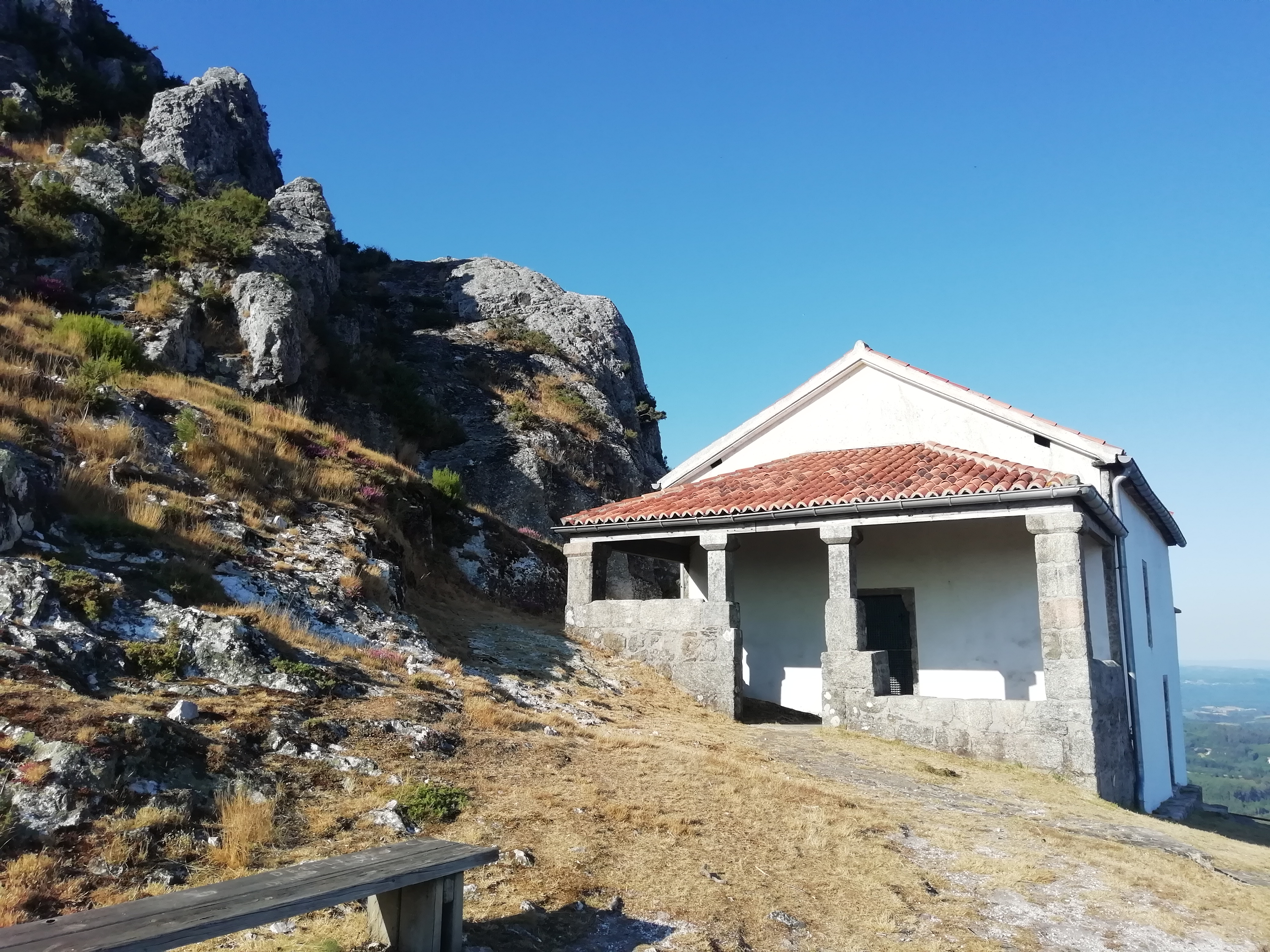
Ermita de San Sebastián del Pico Sacro.
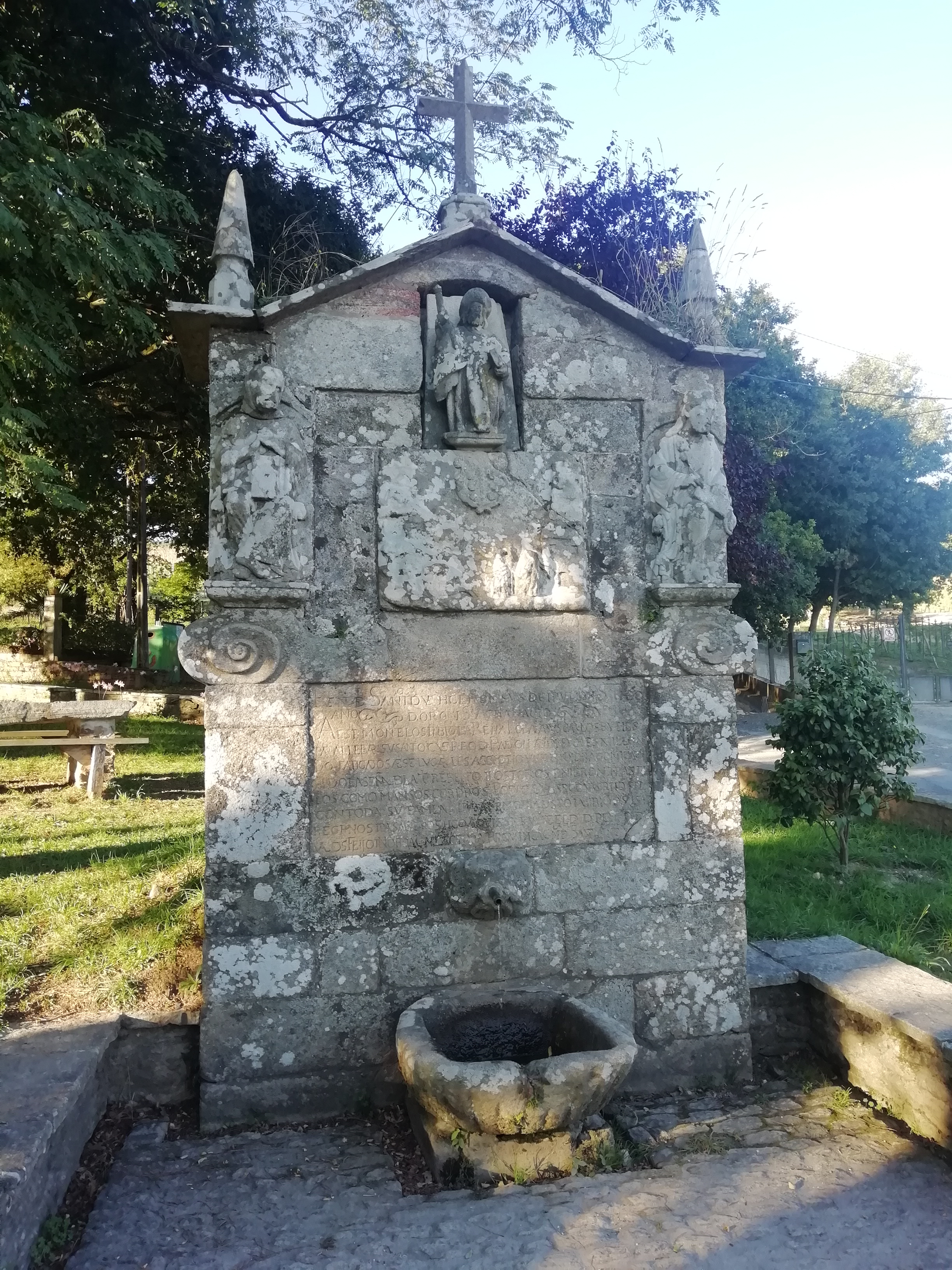
Fuente de Santiaguiño en O Outeiro, Vilanova (Vedra), donde se narra el encuentro de los discípulos de Santiago con el dragón del Pico Sacro.